# Великая гармония
«Великая гармония» — третий номерной студийный альбом рок-группы «Облачный край». Записывался в ДК завода «Красная кузница» в Архангельске. Увидел свет в ноябре 1982 года.

## Об альбоме
В отличие от двух первых альбомов, в записи «Великой гармонии» Олег Рауткин принимал участие только в качестве барабанщика. Все вокальные партии исполнил Владимир Будник из группы «Святая Луиза», уже сотрудничавший с «Облачным краем» во время записи «Сельхозрока». Работа над альбомом была закончена в ноябре 1982 года.
Сам Богаев впоследствии не включал «Великую гармонию» в список творческих удач группы. Тем не менее среди любителей советского рока альбом получил достаточно широкое хождение наряду с другими работами «Облачного края». На обложках некоторых версий название приводится с добавкой «Облачный край III» либо «ОК III».
Первые официальные издания альбома увидели свет в 2001 году. Лейбл «Отделение „Выход“» выпустил «Великую гармонию» на аудиокассетах, а «АнТроп» — на компакт-дисках. Оформлением альбома занимался сам Богаев. На обоих изданиях появился трек «Баллада о любви и смерти», отсутствовавший на магнитоизданиях. Однако официальные версии содержали укороченные версии многих треков, а издание «АнТропа», где на одном диске разместились одновременно «Великая гармония» и «Облачный край I. Тайны леса», и вовсе было монофоническим.
Издание полной версии состоялось в 2009 году в рамках архивного проекта «ДПНР» («Да Поможет Нам Рок!»). Альбом был выпущен с новой обложкой, оформленной Игорем Пленовым.

## Список композиций
Автор всех композиций — Сергей Богаев. Отдельные композиции на различных изданиях могут отсутствовать либо иметь различающиеся названия. Также может различаться и разбивка по трекам.
| 1. Introduction (инструментал) (5:58) 2. В забой! (Шахтёрская) (3:25) 3. Молодость (Ресторан «Садко») (2:27) 4. Всё путём (Танька) (инструментал) (3:41) 5. Инструментал 1 (2:09) 6. Слабым тут не место (инструментал) (2:47) 7. Инструментал 2 (1:53) 8. Инструментал 3 (2:11) 9. Инструментал 4 (1:47) 10. Великая Гармония (Всё радует глаз) (3:52) 11. Посвящение рок-критику (5:00) 12. Инструментал 5 (2:21) 13. Банкет (2:05) 14. Кода (инструментал) (0:12) | 1. Вступление (инструментал) (2:07) 2. В забой! (Шахтёрская) (3:23) 3. Молодость (Ресторан «Садко») (2:24) 4. Всё путём (инструментал) (2:08) 5. Серьёзная контора (инструментал) (1:49) 6. Туманность (инструментал) (3:53) 7. Великая Гармония (Всё радует глаз) (3:47) 8. Посвящение рок-критику А. Троицкому (4:52) 9. Шайтан-арба (инструментал) (2:16) 10. Банкет (2:15) 11. Баллада о любви и смерти (4:27) | 1. В полночь глухую (часть I) (инструментал) 2. В полночь глухую (часть II) (инструментал) 3. Интродукция (инструментал) 4. В забой! (Шахтёрская) 5. Молодость (Ресторан «Садко») 6. Всё путём! (инструментал) 7. Нежность (инструментал) 8. Слабым тут не место (инструментал) 9. Серьёзная контора (инструментал) 10. Инструментал. Часть I: Туманность. Часть II: Гомоглобальная функция 11. Великая Гармония (Всё радует глаз) 12. Скривься, критик! 13. Шайтан-арба (инструментал) 14. Банкет 15. Баллада о Любви и Смерти (бонус) |

## Участники записи
- Владимир Будник — вокал
- Сергей Богаев — гитары, бас
- Николай Лысковский — клавишные
- Олег Рауткин — ударные[4]